# 1913年逝世人物列表
1913年逝世人物列表：1月 - 2月 - 3月 - 4月 - 5月 - 6月 - 7月 - 8月 - 9月 - 10月 - 11月 - 12月
下面是1913年逝世的知名人士列表。

## 1月

### 2日
- 赫爾曼·金克林，瑞士數學家和政治家
- 萊昂·泰塞倫克·德·博爾特，法國氣象學家

### 3日
- 傑夫·大衛斯，美國政治家，阿肯色州第20任州長

### 4日
- 德璀琳，19世紀後期中國外交和天津租界城市開發中的關鍵人物。
- 阿尔弗雷德·冯·施里芬，德國陸軍元帥

### 6日
- 久拉·尤哈斯，匈牙利雕塑家

### 8日
- 澤維爾·默茨，瑞士探險家、登山家和滑雪者

### 16日
- 汤姆·多兰，美國棒球投手
- 撒迪厄斯S.C.洛，美國航空員、科學家和發明家

### 18日
- 喬治·亞歷山大·吉布森，蘇格蘭醫生

### 20日
- 何塞·瓜達盧佩·波薩達，墨西哥政治版畫家和雕刻家
- 卡尔·维特根斯坦，奧地利鋼鐵大亨

### 21日
- 阿盧伊西奧·阿澤維多，巴西小說家

### 27日
- 奧地利的萊納，奧地利皇帝法蘭茲一世的姪子

### 28日
- 朱利葉斯·海因里希·弗朗茨，德國天文學家
- 塞吉斯蒙多·莫雷特，西班牙政治家和作家，3次西班牙首相

## 2月

### 2日
- 古斯塔夫·德·拉瓦尔，瑞典工程師和發明家

### 5日
- 約翰·埃恩魯斯，保加利亞第五任總理
- 廖·甘吉里，意大利雕塑家

### 8日
- 莫滕·埃斯克森，丹麥作家

### 9日
- 曼努埃尔·恩里克·阿劳霍，薩爾瓦多第23任總統

### 15日
- 弗洛伦丝·巴克，美國女演員

### 17日
- 愛德華·斯坦利·吉本斯，英國集郵家，斯坦利·吉本斯有限公司創始人

### 20日
- 羅伯特·馮·利本，奧地利物理學家[1]

### 22日
- 费迪南·德·索绪尔，瑞士語言學家和符號學家
- 隆裕太后，中國皇后
- 弗朗西斯科·馬德羅，墨西哥第33任總統[2]

### 23日
- 德內斯·安德拉西，匈牙利貴族

### 26日
- 费利克斯·德莱塞克，德國作曲家。

### 28日
- 乔治·芬尼根，美國奧運拳擊手

## 3月

### 7日
- E.寶琳·詹森，加拿大作家

### 10日
- 哈莉特·塔布曼，美國廢奴主義者、人道主義者和間諜

### 11日
- 約翰·肖·比林斯，美國軍人、醫學領袖

### 12日
- 佩雷拉·帕索斯，巴西工程師政治家，里約熱內盧市長

### 13日
- 費利克斯·伊達爾戈，菲律賓藝術家

### 14日
- 奧古斯特·德斯戈丁，法國傳教士

### 17日
- 索萊達·阿科斯塔，哥倫比亞記者和作家

### 18日
- 乔治一世，希臘國王

### 19日
- 蓋薩·阿拉加，匈牙利作曲家

### 21日
- 曼努埃尔·博尼利亚，兩屆洪都拉斯總統

### 22日
- 格奥尔基·格里戈雷·坎塔库兹诺，羅馬尼亞律師和政治家，羅馬尼亞第20任總理
- 宋教仁，中國革命家

### 25日
- 第一代沃爾斯利子爵加尼特·沃爾斯利，英國陸軍元帥

### 31日
- 约翰·皮尔庞特·摩根，美國金融家

## 4月

### 7日
- 恭思当，法國政治家和殖民地官員。

### 8日
- 久拉·克尼格，匈牙利數學家

### 15日
- 卡里穆拉·沙阿，印度蘇菲派學者和聖人

### 18日
- 萊斯特·弗蘭克·沃德，美國植物學家、古生物學家和社會學家

### 19日
- 保羅·詹森，比利時政治家
- 雨果·溫克勒，德國考古學家和歷史學家，他發現了赫梯帝國（哈圖薩）的首都

### 20日
- 維爾海姆·比森，丹麥雕塑家

### 24日
- 弗謝沃洛德·阿布拉莫維奇，俄羅斯飛行員

### 25日
- 米哈伊洛·柯秋宾斯基，烏克蘭作家
- 斯捷潘·科瓦切維奇，克羅埃西亞政治家

### 27日
- 加布里埃爾·馮·塞德爾，德國建築師

### 28日
- 安德列亞斯·弗洛肯，德國企業家和發明家

### 29日
- 瓦茨拉夫·赫拉迪克，奧匈帝國小說家

## 5月

### 1日
- 約翰·巴克萊·阿姆斯壯，德克薩斯遊騎兵，美國元帥

### 2日
- 坦克雷德·奧古斯特，海地將軍，海地第20任總統
- 大都會巴塞利奧斯·保羅一世，印度主教

### 6日
- 埃琳娜·古羅，俄羅斯畫家和作家

### 8日
- 路易士·阿道夫·杜林，美國醫生

### 16日
- 路易·佩里埃，瑞士聯邦委員會成員

### 19日
- 加布里埃爾·洛佩，法國畫家和攝影師

### 25日
- 阿尔弗雷德·雷德尔，奧地利軍事情報官員，雙重間諜（光榮自殺）

### 28日
- 第一代埃夫伯里男爵約翰·盧伯克，英國銀行家、自由黨政治家、慈善家、科學家、博物學家

## 6月

### 2日
- 阿爾弗雷德·奧斯丁，英國桂冠詩人

### 5日
- 克裡斯·馮·德·阿赫，德國出生的美國釀酒師、棒球老闆

### 8日
- 埃米莉·戴維森，英國女權主義者

### 22日
- 斯特凡·奧塔維安·約瑟夫，羅馬尼亞詩人
- 維克多林-希波呂特·賈塞特，法國先驅

### 23日
- 尼古拉斯·德·彼罗拉，秘魯政治家，兩屆秘魯總統
- 喬納森·哈欽森，英國外科醫生

### 28日
- 坎波斯·萨莱斯，巴西律師、政治家和巴西第四任總統

## 7月

### 5日
- 有栖川宮威仁親王，日本皇族和軍人。

### 7日
- 小愛德華·伯德·格魯布，美國聯邦軍軍官、外交官和政治家

### 10日
- 米科拉斯·阿萊什，奧匈帝國畫家
- 約翰·瓦倫丁·埃利斯，加拿大記者

### 11日
- 查理斯·拉維尼，錫蘭羅馬天主教徒和錫羅-馬拉巴爾天主教主教和上帝的僕人

### 13日
- 小愛德華·伯德·格魯布，美國內戰聯盟布雷維特準將

### 16日
- 西吉斯蒙德·巴赫裡奇，匈牙利作曲家

### 17日
- 埃絲特·薩維爾·艾倫，美國作家

### 19日
- 克利馬科·卡爾德隆，哥倫比亞律師、政治家和哥倫比亞第15任總統

### 20日
- 弗謝沃洛德·魯德涅夫，俄羅斯海軍上將

### 22日
- 阿德瑪律·埃斯梅因，法國法學家
- 愛德華多·洛佩斯·里瓦斯，委內瑞拉編輯和記者

### 29日
- 托比亚斯·阿赛尔，荷蘭法學家，諾貝爾和平獎獲得者

### 30日
- 艾麗西亞·布萊克伍德，英國畫家
- 沃倫·丹尼爾，美國政治家，美國新罕布什爾州眾議員
- 伊藤左千夫，日本詩人和小說家

## 8月

### 3日
- 約瑟芬·科克倫，美國第一台商業上成功的洗碗機發明者
- 約瑟夫·格雷比爾，美國女演員

### 4日
- 艾蒂安·拉斯佩雷斯，德國經濟學家

### 7日
- 撒母耳·佛蘭克林·科迪，美國出生的英國航空先驅

### 9日
- 威廉·阿爾伯曼，德國雕塑家

### 10日
- 儒勒·德布羅徹·德·洛格斯，法國昆蟲學家

### 11日
- 瓦西裡·阿夫森科，俄羅斯記者和作家

### 13日
- 奥古斯特·倍倍尔，德國社會民主黨政治家

### 14日
- 約瑟芬·科克倫，美國女發明家

### 20日
- 埃米尔·奥利维耶，法國第24任總理

### 22日
- 奧斯卡·德·內格裡埃，法國將軍

### 28日
- 費奧多爾·卡緬斯基，俄羅斯雕塑家

### 29日
- 拉爾斯·哈夫斯塔德，挪威活動家

### 31日
- 埃爾溫·貝爾茲，德國內科醫生、人類學家、日本明治時代外籍講師。

## 9月

### 1日
- 族長兼大都會盧基揚·波格丹諾維奇

### 9日
- 保羅·德·斯梅特·德·納耶爾，比利時第16任首相

### 13日
- 阿蘭扎爾，亞美尼亞詩人和作家

### 16日
- 朱利葉斯·盧科維奇，德國工程師

### 18日
- 喬治·亞歷山德羅維奇·尤里耶夫斯基王子

### 20日
- 費迪南德·布盧門特裡特，菲律賓作家

### 29日
- 鲁道夫·狄塞尔，德國發動機發明家

### 30日
- 比阿特麗斯·巴德拉尤瓦迪，暹羅公主
- 安東尼·克拉維特，波蘭羅馬天主教神父和受人尊敬的神父

## 10月

### 4日
- 約瑟夫·塔皮羅·巴羅，西班牙畫家
- 費瑟·本·圖爾基，阿曼蘇丹
- 埃莉諾·克里普斯·甘迺迪，加拿大商人

### 5日
- 漢斯·馮·巴特爾斯，德國畫家

### 7日
- 伊萬·班亞夫契奇，克羅埃西亞政治家和慈善家

### 10日
- 阿道夫·布希，德裔美國釀酒師，安海斯-布希的聯合創始人[3]
- 格雷戈里奧·瑪麗亞·阿吉雷·加西亞，西班牙羅馬天主教紅衣主教
- 桂太郎，日本第六任首相

### 12日
- 伊莉莎白·萊辛格，德國女高音

### 13日
- 列昂尼德·索博列夫，保加利亞第六任總理

### 16日
- 拉尔夫·罗斯，美國奧運運動員

### 18日
- 迪尼祖魯·卡塞奇瓦約，祖魯王國國王

### 19日
- 查理斯·泰利爾，法國工程師，化學冰箱的發明者

### 20日
- 維克多·基爾皮喬夫，俄羅斯工程師和物理學家

### 21日
- 西奧多·科爾德，德國新教神學家

### 29日
- 達里奧·德·雷戈約斯，西班牙畫家

## 11月

### 3日
- 薩瓦·格魯伊奇，塞爾維亞外交官、將軍和政治家，5次塞爾維亞總理

### 4日
- 弗雷德里克·安娜·詹廷克，荷蘭動物學家

### 7日
- 阿尔弗雷德·拉塞尔·华莱士，威爾士生物學家

### 8日
- 斐迪南德·阿貝爾，美國商人

### 21日
- 弗朗切斯科·阿克里，義大利哲學家

### 25日
- 罗伯特·斯德威尔·鲍尔，愛爾蘭天文學家
- 哈威蘭·勒梅蘇里爾，澳大利亞士兵

### 29日
- A·R·白克，英國遠東商人，祥茂洋行創辦人。

## 12月

### 1日
- 尤霍·拉盧卡，芬蘭商人
- 朱漢·利夫，愛沙尼亞詩人和短篇小說作家

### 5日
- 費迪南德·杜格，法國劇作家

### 7日
- 路易吉·奧雷利亞·迪·聖斯特凡諾，義大利天主教教士，庇護九世最後倖存的紅衣主教
- 亞倫·蒙哥馬利·沃德，美國商人，郵購發明者

### 8日
- 弗朗齊謝克·科拉切克，奧匈帝國物理學家

### 10日
- 萊昂·勒托爾，法國飛行員

### 11日
- 亞伯拉罕·赫希，法國建築師
- 卡爾·馮·因·德·莫爾，列支敦斯登總督
- 伊萬·卡林德魯，羅馬尼亞法學家

### 12日
- 孟尼利克二世，衣索比亞皇帝

### 13日
- 比爾格·基爾達爾，挪威商人

### 15日
- 米格爾·勒布里哈，墨西哥飛行員

### 19日
- 君士坦丁堡牧首安提摩斯七世

### 25日
- 阿爾貝托·阿奎萊拉，西班牙政治家

### 26日
- 安布罗斯·比尔斯，美國作家、記者（這一天失蹤）

### 27日
- 葡萄牙的安東妮亞，霍亨索倫親王妃

### 30日
- 喬瓦尼·瑪麗亞·博卡多，義大利羅馬天主教神父和聖人

### 31日
- 賽斯·卡羅·錢德勒，美國天文學家。